# 清水河 (红水河)
清水河，又名李依河、思览江，位于中国广西壮族自治区中部，是西江红水河段右岸支流，发源于上林县西燕镇大明山望兵山峰东北1.6千米，北流至西燕镇铁象屯附近折向东南，经东敢水库、西燕镇驻地和上林县城大丰镇，在大丰镇东南的皇主村下塘狂右纳亭亮河后转东北流，至上林县白圩镇赵村（原属覃排乡）折向东南，进入宾阳县，在宾阳县邹圩镇同礼村右纳南河后再次转东北流，进入来宾市兴宾区，于兴宾区迁江镇东注入红水河。河长187千米，平均比降0.93‰，流域面积4215平方千米。多年平均年径流量35.57亿立方米。流域内植被较好，水土流失少，枯水和平水期，河水清澈见底，含沙量小，故名“清水河”。